# 柴田町立船岡中学校
柴田町立船岡中学校（しばたちょうりつ ふなおか ちゅうがっこう）は、宮城県柴田郡柴田町船岡にある公立中学校。

## 学区
- 船岡小学校学区、東船岡小学校学区

## 沿革
- 1947年（昭和22年）4月 - 開校
- 1948年（昭和23年）7月 - 校舎落成
- 1956年（昭和31年）7月 - 体育館落成
- 1963年（昭和38年）7月 - プール落成
- 1969年（昭和44年）10月 - 新校舎落成
- 1971年（昭和46年）
  - 3月 - 新体育館落成
  - 8月 - 新プール落成
- 1988年（昭和63年）7月 - 大規模校舎改装

## 所在地
- 宮城県柴田郡柴田町大字船岡字七作26